# San Manuel, Isabela
San Manuel là một đô thị hạng 4 ở tỉnh Isabela, Philippines. Theo điều tra dân số năm 2007, đô thị này có dân số 28.420 người trong 5.570 hộ.

## Các đơn vị hành chính
San Manuel được chia ra 19 barangay.
| - Agliam - Babanuang - Cabaritan - Caraniogan - Eden - Malalinta - Marrarigue - Nueva Era - Pisang - District 1 | - District 2 - District 3 - District 4 - San Francisco - Sandiat Centro - Sandiat East - Sandiat West - Santa Cruz - Villanueva |